# Asediul Timișoarei (1716)
Asediul Timișoarei din 1716 a fost un conflict militar între Monarhia Habsburgică și Imperiul Otoman. Finalul asediului a fost victoria decisivă a habsburgilor, în urma căreia Timișoara a intrat sub controlul habsburgilor până în anul 1867 (151 de ani).

## Istoric

### Conflictele premergătoare
Spre sfârșitul secolul al XVII-lea Imperiul Otoman a intrat într-o perioadă de stagnare. În 1686 habsburgii au cucerit Buda, iar în 1688 cetățile de pe Mureș: Seghedin – Arad – Lipova, însă în anii următori acestea din urmă își vor mai schimba stăpânirea, în funcție de campaniile părților în conflict. Între toamna lui 1689 și primăvara lui 1690 cetatea Timișoara a fost supusă unui lung asediu din partea habsburgilor, care până la urmă s-au retras. În vara anului 1695 sultanul Mustafa al II-lea a vizitat cetățile Timișoara și Lipova și a dispus întărirea lor. În iulie 1696 armata habsburgică, sub conducerea principelui elector de Saxa, Frederic August, au asediat Timișoara. La începutul lunii august s-au executat lucrări genistice și de amplasare a tunurilor, dar până la sfârșitul lui august au fost înfrânți de oastea turcească condusă de sultan și s-au retras.

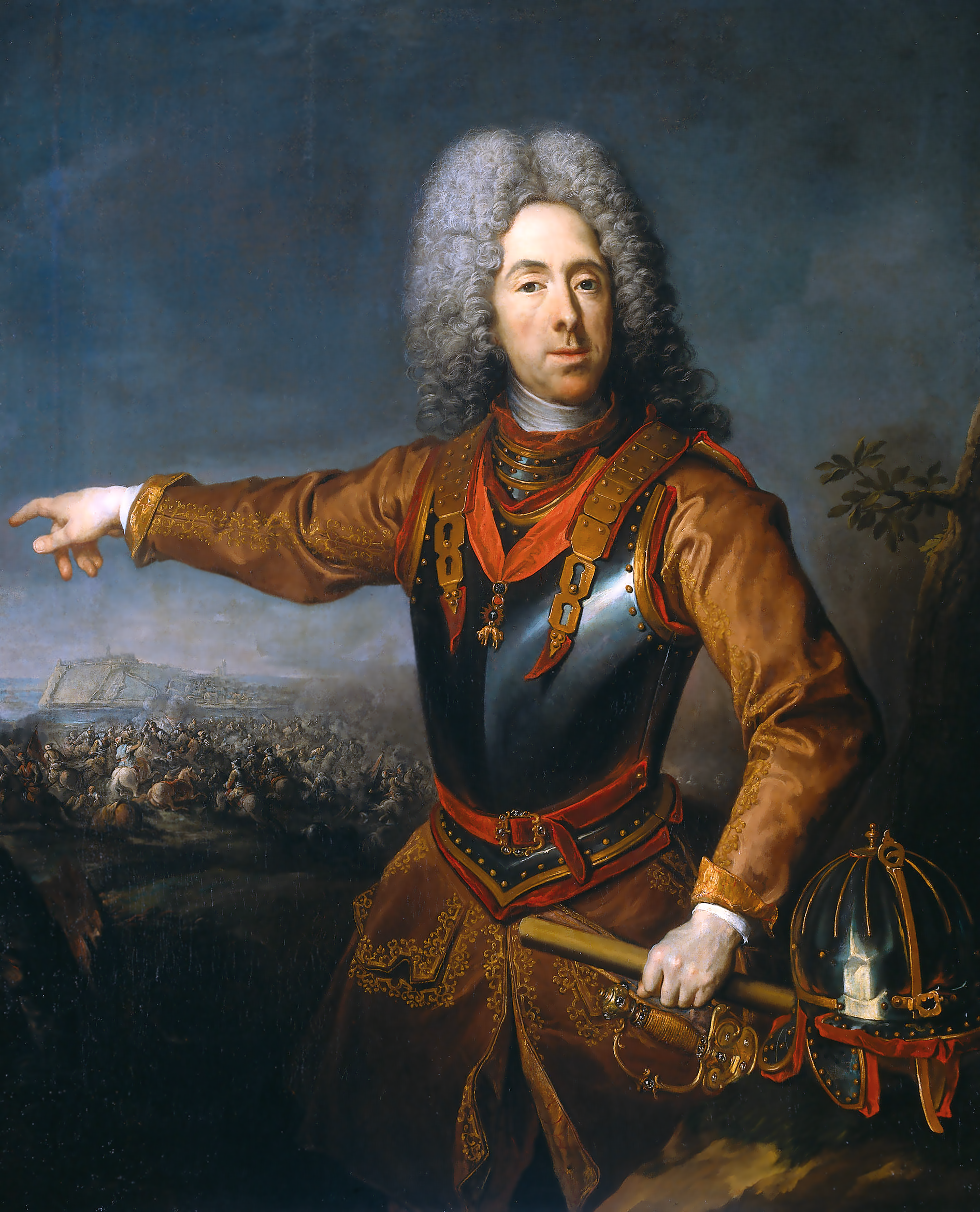
Eugeniu de Savoia

La 11 septembrie 1697 a avut loc Bătălia de la Zenta, unde trupele habsburgice sub comanda lui Eugen de Savoia au surprins armata otomană în momentul traversării Tisei și au zdrobit-o.
La 5 august 1716 Eugen de Savoia a obținut o victorie împotriva armatei otomane la Petrovaradin. Întrucât mai dispunea de resurse suficiente, s-a îndreptat spre Timișoara. Armata habsburgică avea circa 45 000 de oameni, peste 23 000 de cai, 50 de tunuri de câmp și 87 de tunuri de asediu. Garnizoana otomană, comandată de Bodor Mustafa Pașa, avea circa 16 000 de oameni și 150 de tunuri.

### Asediul

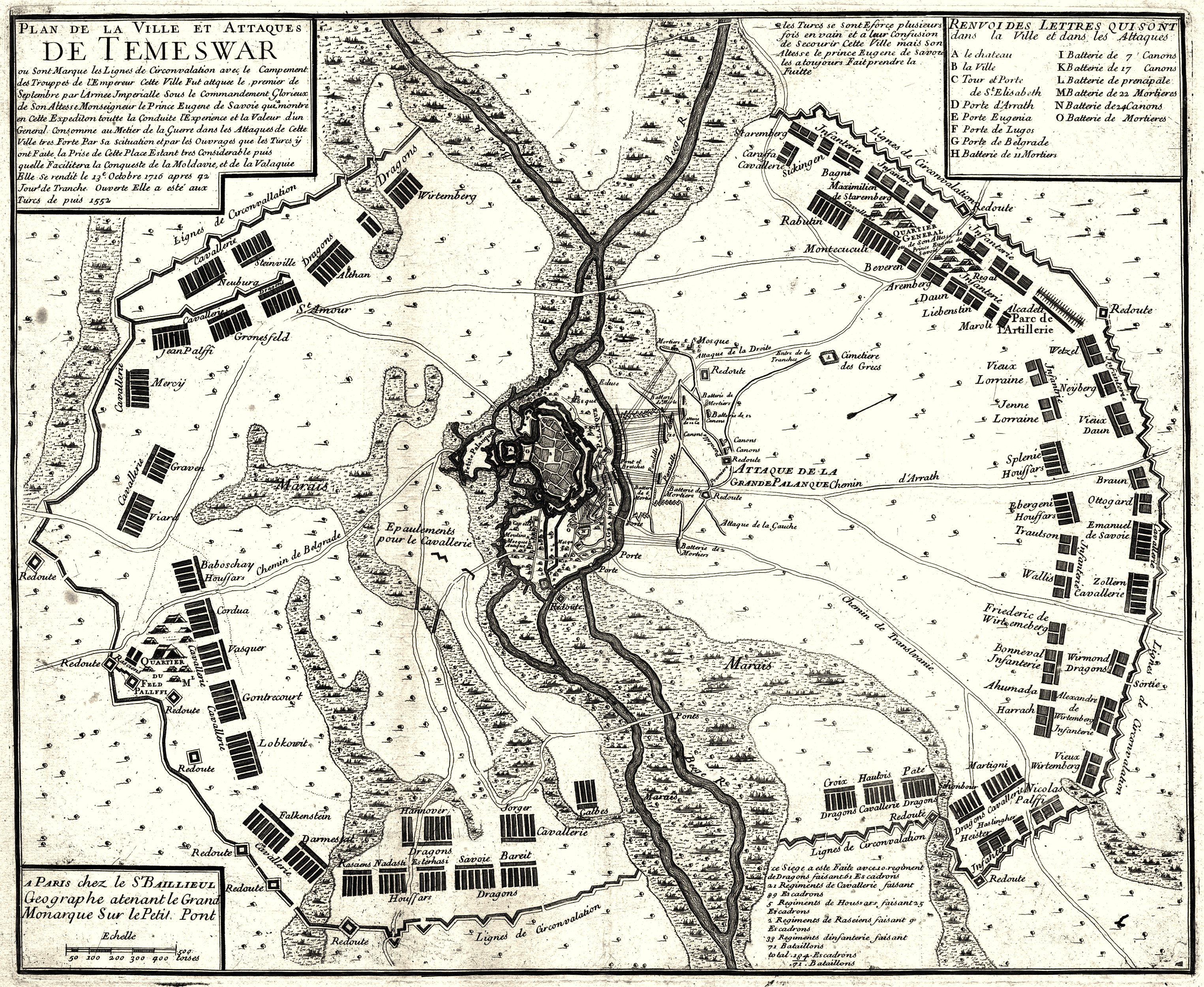
Planul asediului Timișoarei. Nordul este indicat de săgeată. Pe plan se văd desfășurarea unităților, lucrările genistice efectuate: tranșee, amplasarea și tirul bateriilor de artilerie, linia de circumvalațiune, redutele etc. Se observă că în faza finală, când tunurile au reușit să fie amplasate în Palanca Mare, focul a fost concentrat asupra bastionului artileriei (v. Cetatea Timișoara).

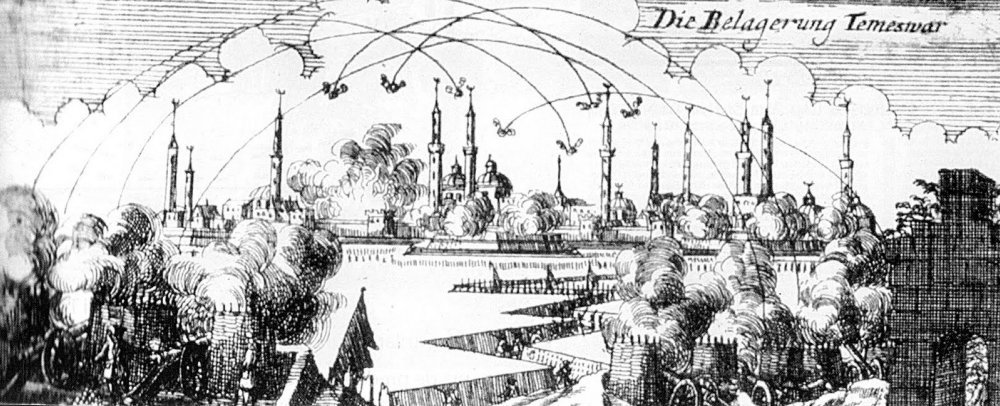
Asediul Timișoarei, stampă de epocă

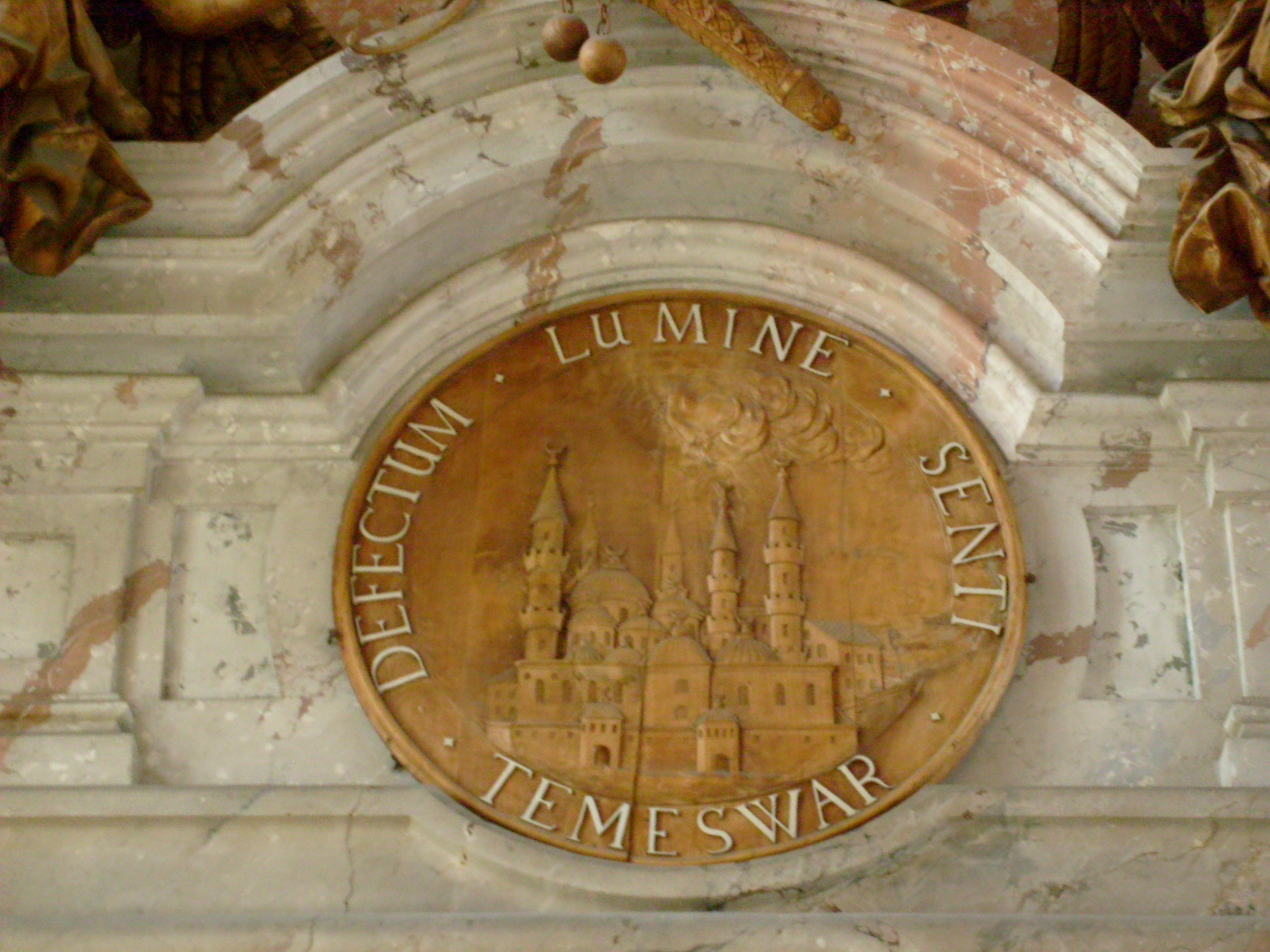
Timișoara fără lumina Sentei. Supraporte în Mănăstirea Sankt Florian.

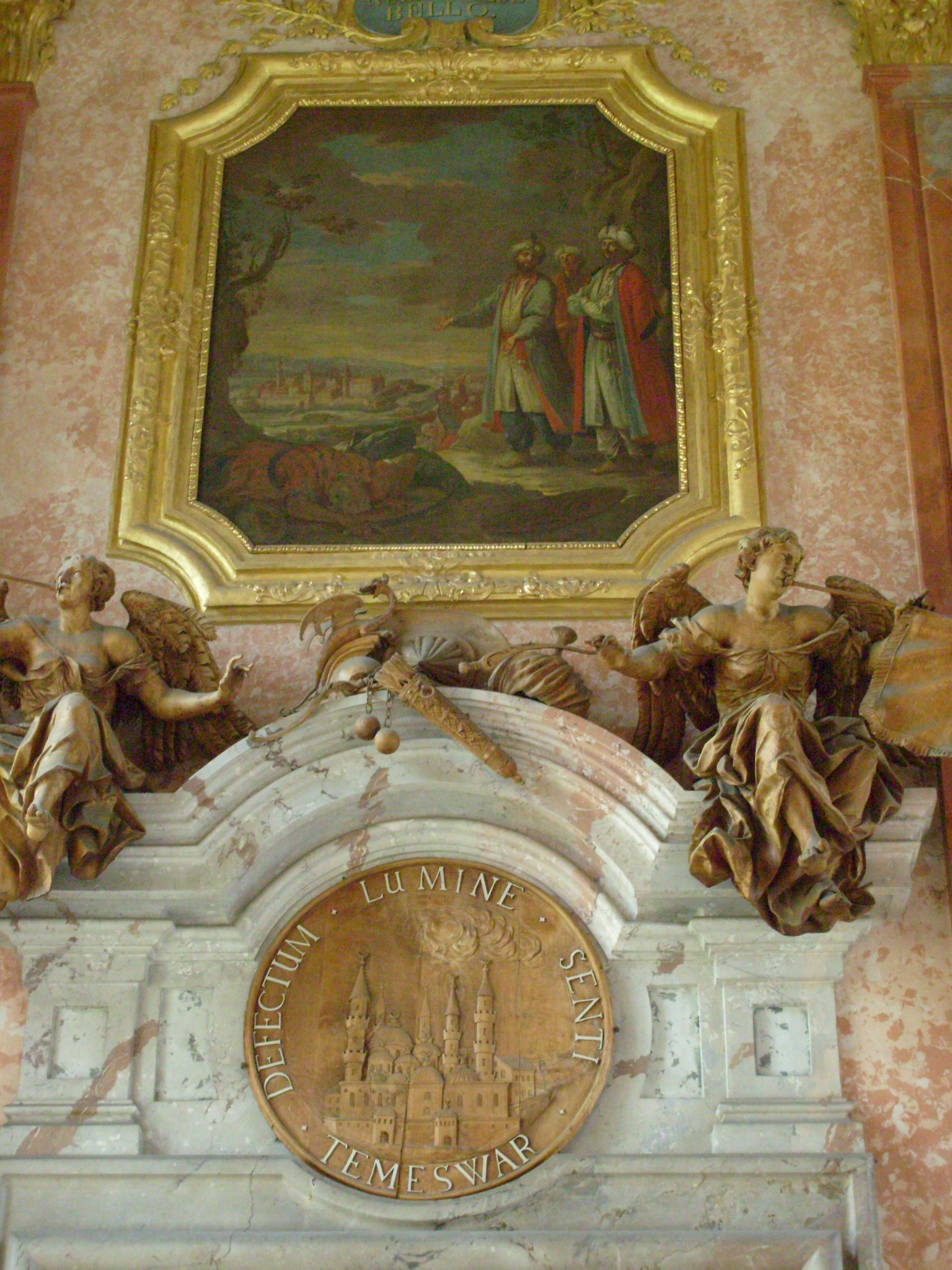
Bartolomeo Altomonte: Turcii părăsesc Timișoara, Mănăstirea Sankt Florian.

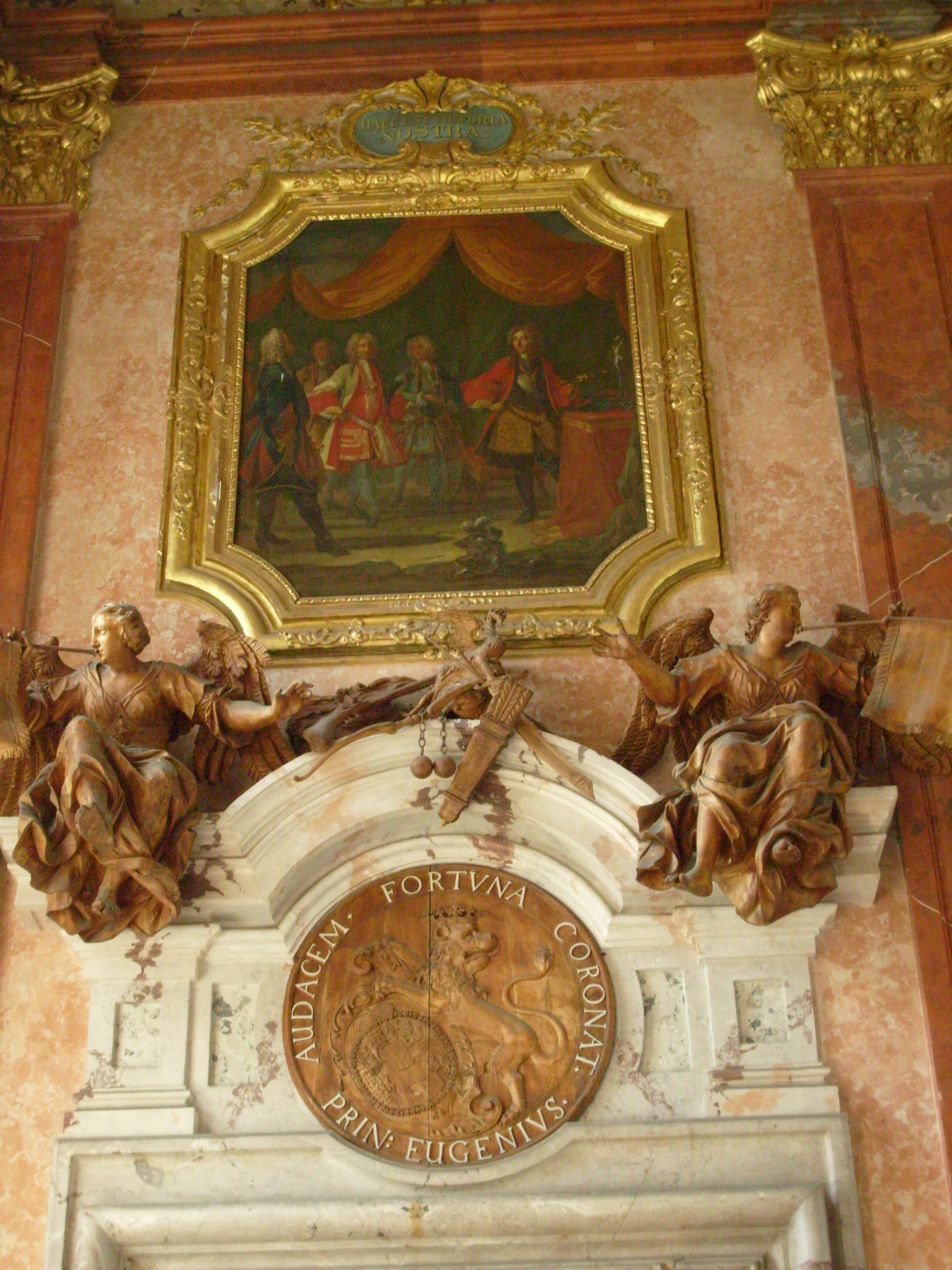
Bartolomeo Altomonte: Prințul Eugen eliberează Belgradul, Mănăstirea Sankt Florian.

Deși fortificațiile erau mereu reparate, ele erau de pământ cu parapete de lemn masiv văruit, incapabile se reziste tunurilor din secolul al XVIII-lea. Dintre clădiri, doar castelul, moscheile și zidurile din jurul castelului și cetății (partea de sud a orașului, cetatea angevină), erau din zidărie, restul construcțiilor erau din lemn, ceea ce favoriza incendiile.
La 21 august 14 escadroane de cavalerie sub comanda generalului Joachim Ignaz von Rotenhan (1662–1736) plecate din Arad au ajuns la Timișoara. La 25 august ajung la Beregsău Mare 16 regimente de cavalerie, sub comanda lui Ioan Pálffy (en) și 10 batalioane de infanterie sub comanda lui Karl Alexander, Duce de Württemberg. Până la 26 august au ajuns și restul trupelor, inclusiv Eugen de Savoia. Ioan Pálffy și cavaleria sa s-au instalat în partea de sud a cetății, rolul lor fiind împiedicarea otomanilor să aducă întăriri în cetate. Eugen de Savoia și-a dispus statul major, infanteria, artileria și o parte a cavaleriei în partea de nord a cetății, înconjurând-o complet. Asediatorii dispuneau de circa 30 000 de grenade de mână, și 760 de tone de praf de pușcă.
La 28 august asediatorii au ocupat reședința de vară a guvernatorului turc (Fântâna Pașei), pe care otomanii au incendiat-o înainte de a se retrage.
Asediul a început la 31 august. Între 1–15 septembrie s-au făcut lucrări genistice: 3000 de oameni au săpat tranșee în zigzag și paralele în dreptul Palăncii Mari. În 5 septembrie s-au amplasat primele două baterii, cu 9 tunuri, iar în 6 septembrie încă una cu 5 tunuri, care au executat foc de acoperire pentru lucrări. În 8 septembrie tranșeele au ajuns la câțiva pași de palisada palăncii și a început umplerea șanțului cu fascine. Pentru a împiedica asta în noaptea de 9 septembrie otomanii au executat o ieșire cu făclii pentru a incendia fascinele, dar au fost respinși, făcliile fiind repere bune pentru trăgători. În 10 septembrie regimentul de dragoni Schönborn a respins un alt atac al otomanilor.
Din 16 septembrie bombardamentele s-au generalizat pe tot frontul, cu intensitate tot mai mare, pe măsură ce tunurile ajungeau și erau puse în poziții. Prima somație de capitulare este adresată la 17 septembrie, fiind refuzată de otomani. Între 20–22 septembrie au apărut primele spărturi în ziduri, iar soția și cei doi fii ai beilerbeiului au fost uciși în bombardament în proprie lor casă.
Între timp a ajuns la Timișoara venind de la Alba Iulia și alt corp de armată, format din 14 escadroane de cavalerie, 4 batalioane de infanterie, 3 companii de grenadieri și 2 regimente de cuirasieri sub comanda generalului Étienne de Stainville (ca. 1660 – 1720), comandant al trupelor imperiale de la Sibiu, ulterior guvernator al Transilvaniei și al Olteniei imperiale. În acest moment Eugeniu de Savoia dispunea de 70 de regimente, din care 32 de infanterie (69 de batalioane), 10 regimente de dragoni (60 de escadroane), 22 de regimente de cavalerie (134 de escadroane) și 6 regimente de husari (31 de escadroane).
În 25 septembrie bombardamentul reciproc a fost intens. La 26 septembrie trupele otomane sosite de la Belgrad în ajutorul cetății cu misiunea de a aproviziona cetatea au atacat de trei ori dinspre sud pentru a străpunge încercuirea. Simultan apărătorii cetății trebuiau să atace și ei, însă trupele venite în ajutor au atacat înainte de ora convenită și, fără ajutorul celor din cetate, au fost respinși. Atacul ulterior al celor din cetate a fost tardiv și a fost respins și el, astfel că ajutoarele nu au reușit să intre în cetate și au făcut cale întoarsă.
La 30 septembrie a fost cucerită contragarda, cu prețul a 455 de morți, din care 64 de ofițeri, și 1487 de răniți, dintre care 160 de ofițeri. Între 1–10 octombrie s-au executat noi lucrări genistice și s-au reamplasat tunurile. La 11 octombrie a început un bombardament masiv pentru distrugerea fortificațiilor, executat de 43 de piese de artilerie grea. Bombardamentul a continuat toată noaptea, iar la 12 octombrie ora 11 și jumătate pe un bastion a apărut steagul alb, al capitulării.
Condițiile capitulării au fost:
- Otomanii să poată pleca cu familiile și bunurile lor — s-a admis;
- Armata să poată ieși cu armele și efectele lor, iar drumul spre Belgrad să fie efectuat în 8 etape (Timiș (Șag) – Jebel – Deta – Mărghita – Alibunar – Panciova – Borcea – Zemun) cu escortă până la Borcea — admis dacă lasă ostatici la Timișoara până la trecerea Dunării;
- Să li se dea 7000 de căruțe pentru transport — cerere nerealistă, li s-au dat 1000, câte s-au găsit;
- Să li se asigure pe drum mâncare contra cost la preț real (adică nu de speculă) — admis;
- Convoiul să nu fie atacat, să se deplaseze în siguranță — admis;
- Să poată lua artileria și munițiile — au fost refuzați, acestea au trebuit lăsate pe loc, fiind considerate capturi de război; au rămas toate tunurile, dintre care circa 120 aveau stema habsburgilor, fiind capturi în decursul timpului, circa 5000 de măji (280 de tone) de praf de pușcă și 3000 de măji (170 de tone) de plumb;[27][28]
- Toți ceilalți să fie liberi să plece sau să rămână — s-a admis pentru români, sârbi, armeni, evrei și țigani, cu excepția dezertorilor din armata habsburgică;
- Curuții să poată pleca și ei — admis;
- Cei ce pleacă să aibă dreptul să vândă ce doresc — admis;
- Garantarea acestei înțelegeri — admis.

Otomanii au plecat din cetate la 17 octombrie, iar la 18 octombrie Eugeniu de Savoia a intrat în cetatea Timișoara. În Timișoara au rămas 466 de români și sârbi ortodocși, 144 de evrei și 35 de armeni.

### Evoluția ulterioară
După cucerirea în 1718 a Belgradului de către austrieci războiul austro-turc s-a încheiat, iar pacea de la Passarowitz a confirmat apartenența Banatului Timișoarei, inclusiv a cetății Timișoara la Monarhia Habsburgică.